# Xian de Fugong
Le xian de Fugong (福贡县 ; pinyin : Fúgòng Xiàn) est un district administratif de la province du Yunnan en Chine. Il est placé sous la juridiction de la préfecture autonome lisu de Nujiang.

## Démographie
La population du district était de 88 791 habitants en 1999.